# Centris aeneiventris
Centris aeneiventris är en biart som beskrevs av Alexander Mocsáry 1899.
Centris aeneiventris ingår i släktet Centris och familjen långtungebin. Inga underarter finns listade i Catalogue of Life.